# Бик Василь Олександрович
Бик Василь Олександрович (2 червня 1958 р., с. Липлянщина, Житомирська обл.) — сучасний український скульптор-монументаліст. Активний учасник Всеукраїнських художніх виставок з 1985 року. Член Національної спілки художників України з 2006 року. Автор пам'ятного знаку загиблим пожежникам при ліквідації аварії на Чорнобильській АЕС (м. Київ), меморіальної дошки письменнику О. Т. Гончару в м. Києві. Брав участь у відтворенні пам'ятника княгині Ольги (м. Київ).

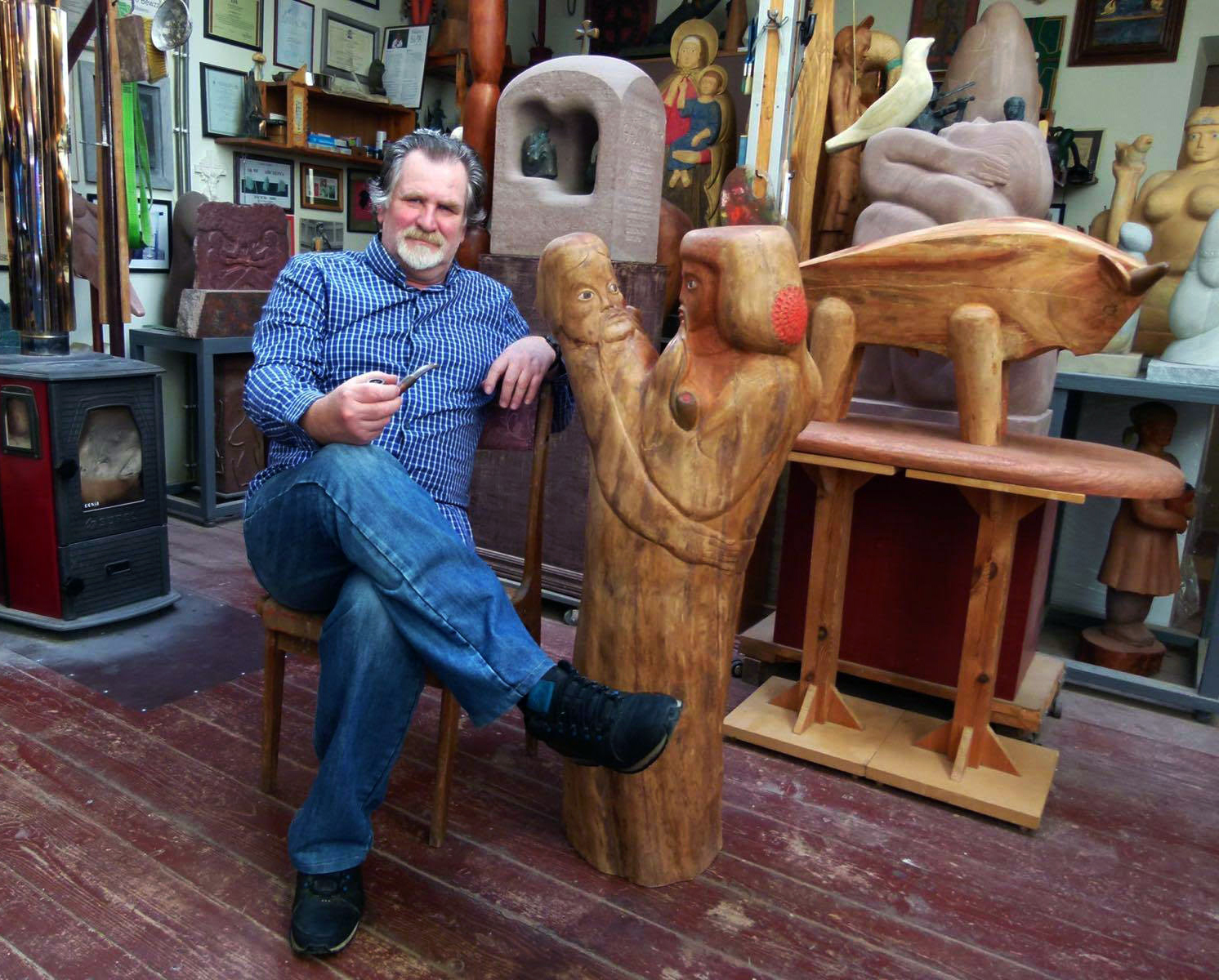
Василь Бик в майстерні під Києвом, грудень 2021

## Біографія
Василь Бик народився 1958 р. на Житомирщині. 
1993 р. закінчив Українську Академію мистецтв, майстерню монументальної скульптури професора В. З. Бородая. 
Член Національної спілки художників України з 2006 року. 
Автор пам’ятного знаку загиблим пожежникам при ліквідації аварії на Чорнобильській АЕС (Київ, 1991 р.), меморіальної дошки письменнику О. Т. Гончару (Київ, 1996 р.). Брав участь у відтворенні пам`ятника княгині Ольги (Київ, 1996 р.). 
2005 р. отримав грант для стажування в Італії від товариства «Данте Аліг`єрі» (проходив стажування у Флоренції).
Активний учасник Всеукраїнських художніх виставок з 1985 року. Мав персональні виставки в Німеччині (Мюнхен, Лейпциг) та в Україні (Київ), постійний учасник Великого Скульптурного Салону.
Учасник Міжнародного симпозіуму з скульптури у Лівані (Зук Мікаель, 2007 р.).
Твори малої пластики знаходяться в приватних колекціях України, Росії, Німеччини, США, Італії, Греції, а також у фондах ДХВУ при Міністерстві Культури України та Національного заповідника «Софія Київська», Національному музеї Т. Г. Шевченко в Києві.
Серед творів малої пластики значне місце займає сакральна скульптура із своєрідним баченням пластики та сакральних образів художником. 
Автор поетичної серії скульптур «Жінка на перині».